# Judith Beck
Judith S. Beck (5 de mayo de 1954) es una psiquiatra, autora y profesora estadounidense. Es hija del psiquiatra Aaron Beck, padre de la terapia cognitiva y de la terapia cognitivo conductual.  Directora del Beck Institute for Cognitive Therapy and Research (Instituto Beck para la Terapia e Investigación Cognitiva) en el área suburbana de Filadelfia, y es profesora asociada de psiquiatría en la Universidad de Pensilvania donde enseña a psiquiatras residentes. Recibió el grado de doctora por la Universidad de Pensilvania en 1982. 
Dirige las tres áreas funcionales principales del Instituto Beck: formación, atención clínica e investigación.
Actualmente es asesora en diferentes estudios del Instituto Nacional de Salud Mental (NIMH) de EE. UU. y con frecuencia ofrece talleres de terapia cognitiva por todo el mundo sobre un amplio espectro de trastornos psiquiátricos.

## Libros
Es autora de un libro que se ha convertido en manual imprescindible de terapia cognitiva: «Cognitive Therapy: Basics and Beyond», publicado en español como «Terapia cognitiva: conceptos básicos y profundización». En este libro presenta de forma sistemática los conceptos y técnicas fundamentales en las que se basa la terapia cognitiva.
También es autora de «Cognitive Therapy for Challenging Problems: What to do when do when the basics don´t work», traducido en español con el confuso nombre de «Terapia cognitiva para la superación de retos». Una traducción más acorde con el contenido del libro sería «Terapia Cognitiva para Pacientes Desafiantes: Qué hacer cuando lo básico no funciona». Este libro tiene por objeto presentar diferentes estrategias cognitivas de evaluación y tratamiento para aquellos casos en los que el paciente niega las mejorias o presenta baja adherencia al tratamiento, entre otros.
Es coautora junto a Aaron Beck del libro «Cognitive Therapy of Personality Disorders», traducido al español como «Terapia Cognitiva de los Trastornos de Personalidad». En este libro se presenta la terapia cognitiva de Aaron Beck para la descripción y explicación de los trastornos de personalidad. 
En 2007 publicó un libro sobre la aplicación de la terapia cognitiva al control de la dieta.

## Otras obras
- 2009, El método Beck para las dietas, Ed. Gedisa, ISBN 9788497842853.